# München Ostbahnhof
München Ostbahnhof (Magyarul: München Keleti pályaudvar) egy vasúti pályaudvar Münchenben. Egyike a város három nagy pályaudvarának. Az állomáson szinte az összes távolsági és nemzetközi vonat áthalad. Továbbá S-Bahn vonatok és az U5-ös metróvonal is érinti. Összesen 17 vágányos, melyből az első 5 S-Bahn vágány, a 6-8, továbbá a 11-14 vágányokat pedig regionális és távolsági vonatok használják. A 9-10 és a 11-14 vágányok átmenő vágányok. A 16. és a 17. vágányról indultak korábban az AutoZug vonatok. A német vasútállomáskategória első osztályába tartozik, ebben a kategóriában 20 német főpályaudvar található, jellemzően a legnagyobbak és legfontosabbak.

## Története
Az állomás a Neuöttingbe vezető vasútvonal megnyitásakor épült, 1871 május 1-én nyílt meg. 1871 október 15-én a vasút továbbépült Rosenheim felé. 1876 október 15-én kapta meg a jelenlegi nevét, majd 1927-ben villamosították. 1944-ben bombatámadás érte. Az S-Bahn 1972-ben, a metró 1988-ban érte el.

## Járatok

### Távolsági járatok
| Járat                       | Útvonal | Útvonal | Ütem                      |
| --------------------------- | --- | --- | ------------------------- |
| IC 26                       | Königsee: Hamburg-Altona – Hamburg – Hannover – Göttingen – Kassel-Wilhelmshöhe – Würzburg – Augsburg – München Ost – Berchtesgaden                                                                 | Königsee: Hamburg-Altona – Hamburg – Hannover – Göttingen – Kassel-Wilhelmshöhe – Würzburg – Augsburg – München Ost – Berchtesgaden                                                                 | egy vonatpár              |
| EC 32                       | Wörthersee: (Münster (Westf) –) Dortmund – Essen – Düsseldorf – Köln – Koblenz – Frankfurt – Mannheim – Heidelberg – Stuttgart – Ulm – Augsburg – München Hbf – München Ost – Salzburg – Klagenfurt | Wörthersee: (Münster (Westf) –) Dortmund – Essen – Düsseldorf – Köln – Koblenz – Frankfurt – Mannheim – Heidelberg – Stuttgart – Ulm – Augsburg – München Hbf – München Ost – Salzburg – Klagenfurt | egy vonatpár              |
| IC 60                       | Karlsruhe – Stuttgart – Ulm – Augsburg – München Hbf – München Ost – Salzburg | Karlsruhe – Stuttgart – Ulm – Augsburg – München Hbf – München Ost – Salzburg | bizonyos vonatok          |
| EC 62                       | Frankfurt – Heidelberg – | Stuttgart – Ulm – Augsburg – München Hbf – München Ost – Salzburg (– Klagenfurt / Graz / Linz) | kétóránként               |
| EC 62                       | Saarbrücken – Mannheim – | Stuttgart – Ulm – Augsburg – München Hbf – München Ost – Salzburg (– Klagenfurt / Graz / Linz) | kétóránként               |
| EC 89                       | München Hbf – München Ost – Kufstein – Innsbruck (– Bozen – Verona – Mailand / Velence / Bologna)                                                                                                   | München Hbf – München Ost – Kufstein – Innsbruck (– Bozen – Verona – Mailand / Velence / Bologna)                                                                                                   | kétóránként               |
| ICE 28                      | Hamburg – Berlin – Leipzig – Jena – Nürnberg – München Hbf – München Ost – Kufstein – Innsbruck | Hamburg – Berlin – Leipzig – Jena – Nürnberg – München Hbf – München Ost – Kufstein – Innsbruck | egy vonatpár munkanapokon |
| EN40414/ 40237              | Stuttgart – Augsburg – München Ost – Salzburg – Villach – Ljubljana – Dobova – Zágráb | Stuttgart – Augsburg – München Ost – Salzburg – Villach – Ljubljana – Dobova – Zágráb | egy vonatpár              |
| EN 50462/ 50237 Kálmán Imre | Stuttgart – Augsburg – München Ost – Salzburg – Bécs – Hegyeshalom – Budapest-Keleti | Stuttgart – Augsburg – München Ost – Salzburg – Bécs – Hegyeshalom – Budapest-Keleti | egy vonatpár              |
| EN60480/ 60237              | Stuttgart – Augsburg – München Ost – Salzburg – Villach - Ljubljana - Fiume | Stuttgart – Augsburg – München Ost – Salzburg – Villach - Ljubljana - Fiume | nyáron egy vonatpár       |
| NJ236/237                   | Stuttgart – Augsburg – München Ost – Salzburg – Villach – Udine – Trevisio – Velence | Stuttgart – Augsburg – München Ost – Salzburg – Villach – Udine – Trevisio – Velence | egy vonatpár              |

### Regionális járatok
| Vonatnem | Útvonal                                                                            | Ütem             |
| -------- | ---------------------------------------------------------------------------------- | ---------------- |
| RE       | München – München Ost – Mühldorf (– Simbach (Inn) / Burghausen)                    | bizonyos vonatok |
| RB       | München – München Ost – Mühldorf (– Burghausen)                                    | óránként         |
| RB       | (München –) München Ost (– Grafing Bahnhof) – Ebersberg – Wasserburg (Inn) Bahnhof | bizonyos vonatok |
| M        | München – München Ost – Rosenheim – Traunstein – Freilassing – Salzburg            | óránként         |
| M        | München – München Ost – Rosenheim – Traunstein                                     | négy vonatpár    |
| M        | München – München Ost – Grafing Bahnhof – Rosenheim – Kufstein                     | óránként         |

### S-Bahn
München Ostbahnhofot az összes egyszámjegyű S-Bahn érinti. A város alatti alagút itt ér véget, az S-Bahn vonalak itt ágaznak szét több irányba. S-Bahn vonatok szinte percenként indulnak innen a város irányába.

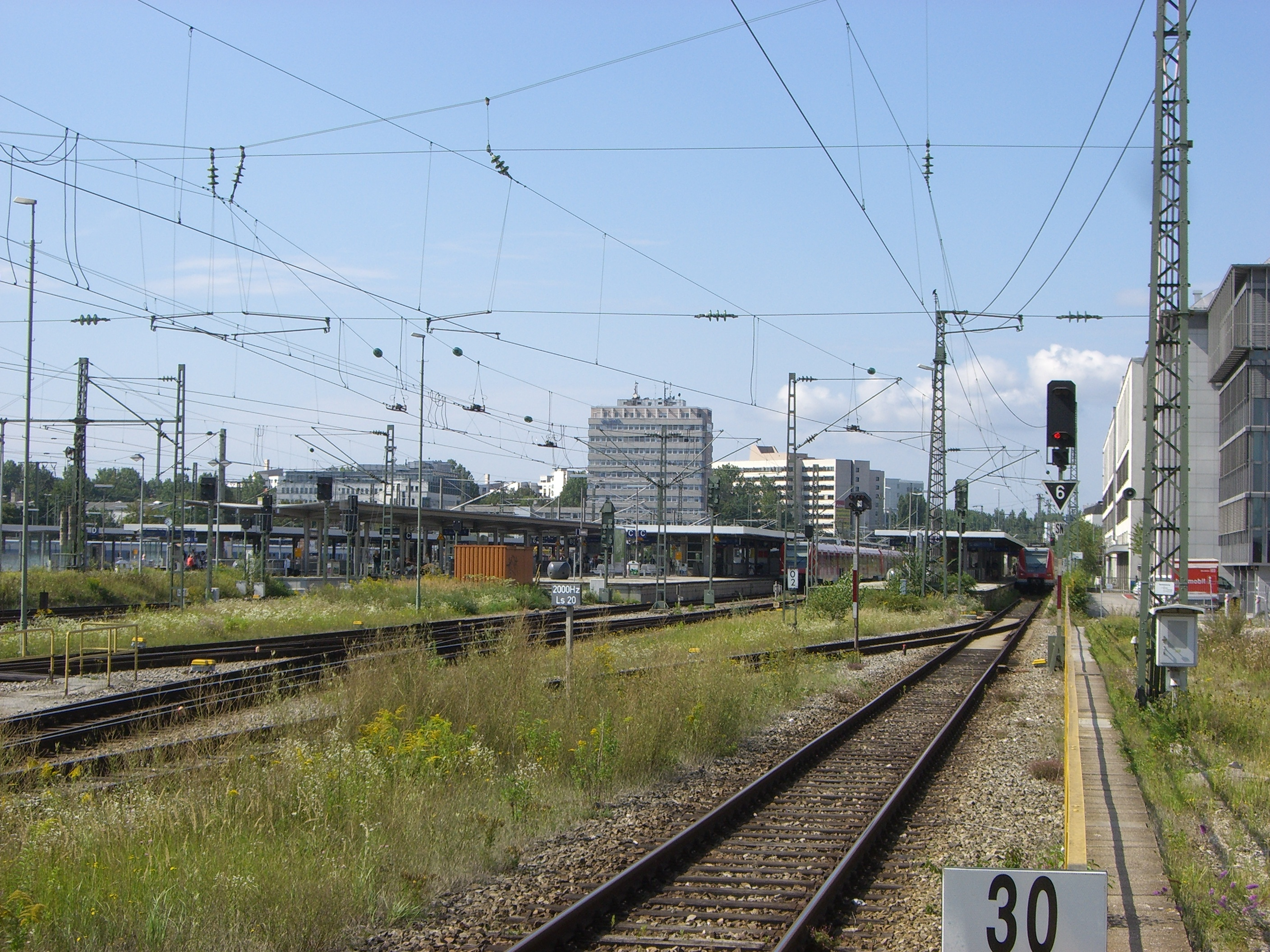
München Ostbahnhof vágányai

| Járatszám | Útvonal | Járatsűrűség  |
| --------- | --- | ------------- |
| S1        | Freising – Pulling – Neufahrn / Flughafen München – Flughafen Besucherpark – Neufahrn – Eching – Lohhof – Unterschleißheim – Oberschleißheim – Feldmoching – Fasanerie – Moosach – Laim – Hirschgarten – Donnersbergerbrücke – Hackerbrücke – Hauptbahnhof – Karlsplatz (Stachus) – Marienplatz – Isartor – Rosenheimer Platz – Ostbahnhof | 20 percenként |
| S2        | Petershausen – Vierkirchen-Esterhofen – Röhrmoos – Hebertshausen – Dachau / Altomünster – Kleinberghofen – Erdweg – Arnbach – Markt Indersdorf – Niederroth – Schwabhausen – Bachern – Dachau Stadt – Dachau – Karlsfeld – Allach – Untermenzing – Obermenzing – Laim – Hirschgarten – Donnersbergerbrücke – Bahnhof Hackerbrücke – Hauptbahnhof – Karlsplatz (Stachus) – Marienplatz – Isartor – Rosenheimer Platz – Ostbahnhof – Leuchtenbergring – Berg am Laim – Riem – Feldkirchen – Heimstetten – Grub – Poing – Markt Schwaben – Ottenhofen – St. Kolomann – Aufhausen – Altenerding – Erding | 20 percenként |
| S3        | Mammendorf – Malching – Maisach – Gernlinden – Esting – Olching – Gröbenzell – Lochhausen – Langwied – Pasing – Laim – Hirschgarten – Donnersbergerbrücke – Bahnhof Hackerbrücke – Hauptbahnhof – Karlsplatz (Stachus) – Marienplatz – Isartor – Rosenheimer Platz – Ostbahnhof – St.-Martin-Straße – Giesing – Fasangarten – Fasanenpark – Unterhaching – Taufkirchen – Furth – Deisenhofen – Sauerlach – Otterfing – Holzkirchen | 20 percenként |
| S4        | Geltendorf – Türkenfeld – Grafrath – Schöngeising – Buchenau – Fürstenfeldbruck – Eichenau – Puchheim – Aubing – Leienfelsstraße – Pasing – Laim – Hirschgarten – Donnersbergerbrücke – Bahnhof Hackerbrücke – Hauptbahnhof – Karlsplatz (Stachus) – Marienplatz – Isartor – Rosenheimer Platz – Ostbahnhof – Leuchtenbergring – Berg am Laim – Trudering – Gronsdorf – Haar – Vaterstetten – Baldham – Zorneding – Eglharting – Kirchseeon – Grafing – Grafing Stadt – Ebersberg | 20 percenként |
| S5        | Kreuzstraße – Großhelfendorf – Peiß – Aying – Dürrnhaar – Höhenkirchen-Siegertsbrunn – Wächterhof – Hohenbrunn – Ottobrunn – Neubiberg – Neuperlach Süd – Perlach – Giesing – St.-Martin-Straße – Ostbahnhof – Rosenheimer Platz – Isartor – Marienplatz – Karlsplatz (Stachus) – Hauptbahnhof – Hackerbrücke – Donnersbergerbrücke – Hirschgarten – Laim – Pasing (– Westkreuz – Neuaubing – Freiham – Harthaus – Germering-Unterpfaffenhofen – Geisenbrunn – Gilching-Argelsried – Neugilching – Weßling)                                                                                          | 20 percenként |
| S6        | Tutzing – Feldafing – Possenhofen – Starnberg – Starnberg Nord – Gauting – Stockdorf – Planegg – Gräfelfing – Lochham – Westkreuz – Pasing – Laim – Hirschgarten – Donnersbergerbrücke – Bahnhof Hackerbrücke – Hauptbahnhof – Karlsplatz (Stachus) – Marienplatz – Isartor – Rosenheimer Platz – Ostbahnhof (– Leuchtenbergring – Berg am Laim – Trudering – Gronsdorf – Haar – Vaterstetten – Baldham – Zorneding – Eglharting – Kirchseeon – Grafing – Grafing Stadt – Ebersberg) | 20 percenként |
| S7        | Wolfratshausen – Icking – Ebenhausen-Schäftlarn – Hohenschäftlarn – Baierbrunn – Buchenhain – Höllriegelskreuth – Pullach – Großhesselohe Isartalbahnhof – Solln – Siemenswerke – Mittersendling – Harras – Heimeranplatz – Donnersbergerbrücke – Bahnhof Hackerbrücke – Hauptbahnhof – Karlsplatz (Stachus) – Marienplatz – Isartor – Rosenheimer Platz – Ostbahnhof – St.-Martin-Straße – Giesing – Perlach – Neuperlach Süd – Neubiberg – Ottobrunn – Hohenbrunn – Wächterhof – Höhenkirchen-Siegertsbrunn – Dürrnhaar – Aying – Peiß – Großhelfendorf – Kreuzstraße                              | 20 percenként |
| S8        | Herrsching – Seefeld-Hechendorf – Steinebach – Weßling – Neugilching – Gilching-Argelsried – Geisenbrunn – Germering-Unterpfaffenhofen – Harthaus – Freiham – Neuaubing – Westkreuz – Pasing – Laim – Hirschgarten – Donnersbergerbrücke – Bahnhof Hackerbrücke – Hauptbahnhof – Karlsplatz (Stachus) – Marienplatz – Isartor – Rosenheimer Platz – Ostbahnhof – Leuchtenbergring – Daglfing – Englschalking – Johanneskirchen – Unterföhring – Ismaning – Hallbergmoos – Flughafen Besucherpark – Müncheni repülőtér                                                                                | 20 percenként |

### Tömegközlekedés
- Metró:
- Busz: 54 , 55 , 100 , 145 , 152 , 155 , 187
- Villamos: